# Alb (dopływ Renu koło Eggenstein-Leopoldshafen)

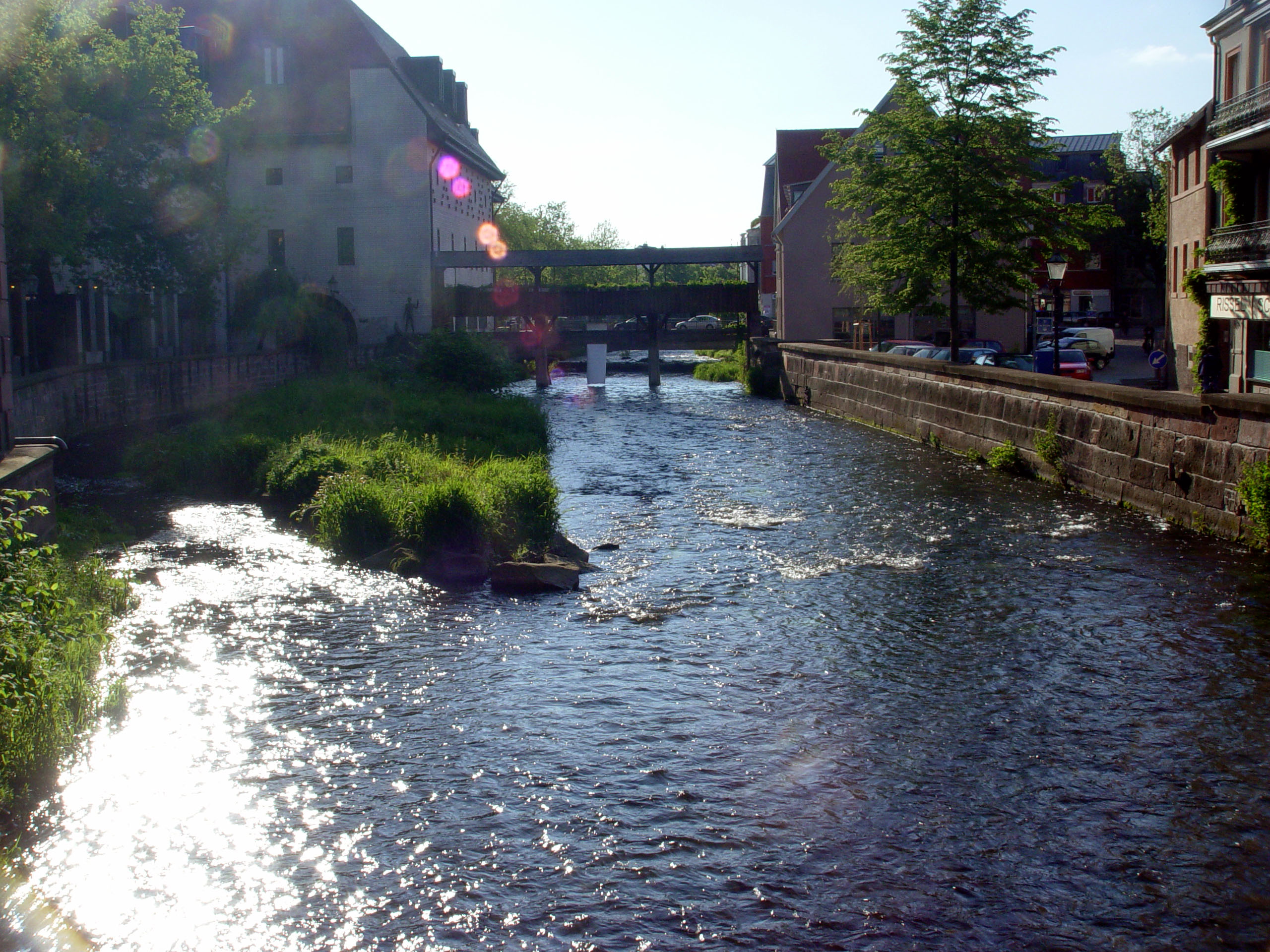
Alb w Ettlingen

Alb – rzeka w południowo-zachodnich Niemczech, w Badenii-Wirtembergii, w rejencji Karlsruhe, prawy dopływ Renu.
Alb płynie w ciasnej dolinie górskiej, w której rozwinęło się osadnictwo i przemysł drzewny oraz włókienniczy (przędzalnie). Wzdłuż rzeki poprowadzono szosę L564 i Kolej Doliny Alby.

## Ważniejsze miejscowości nad Alb
- Bad Herrenalb
- Frauenalb
- Marxzell
- Ettlingen
- Karlsruhe